# アルゴ座

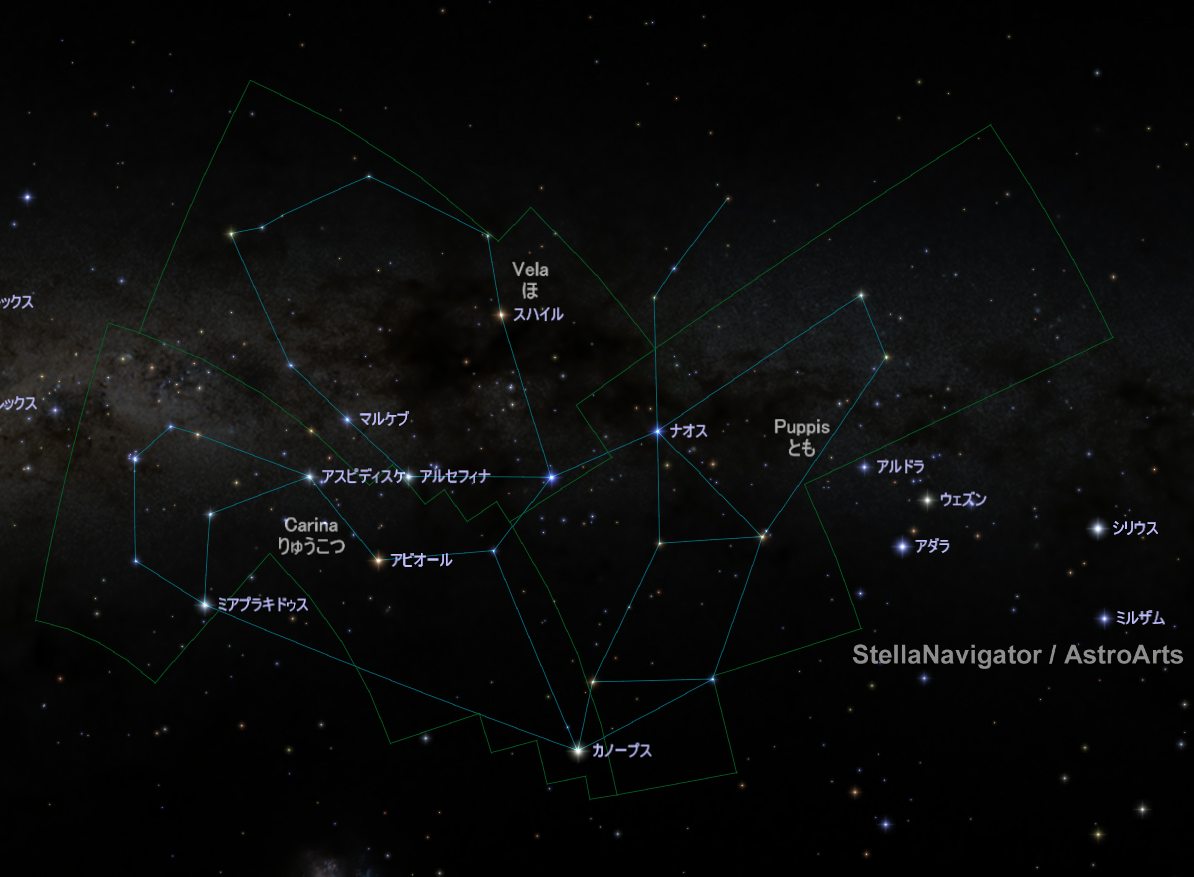
1922年に3つに分割される以前のアルゴ座。

アルゴ座（アルゴざ、Argo）、またはアルゴ船座（アルゴせんざ、Argo Navis）は、現在は用いられていない南天の星座。古代ギリシアの伝承に登場する船アルゴーをモチーフとしている。古代ギリシア時代から20世紀初頭まで、途中いくらか改変を受けながらも1つの巨大な星座として扱われてきたが、1922年に国際天文学連合 (IAU) が現代の88星座とその名称を定めた際に、正式にりゅうこつ座、とも座、ほ座の3つに分割されることが決まった。そのため、クラウディオス・プトレマイオス（トレミー、英: Ptolemy）の天文書『アルマゲスト』に挙げられた48星座の中で唯一現代の88星座に選ばれなかった星座となった。

## 由来と歴史

### 古代ギリシア・ローマ期
アルゴ座は、古代メソポタミアに起源を持つ他の古代ギリシアの星座とは異なり、古代エジプトにその起源を持つと考えられている。たとえば、帝政ローマ期1世紀頃のギリシア人著述家プルタルコスは、著書『モラリア』の中でアルゴ座をエジプトの「オシリスの船」と呼ばれる星座と同定していた。ギリシア人がこの南天の星群を船の星座と見なすようになった時期は定かではないが、アメリカの天文学者で天文史研究家のJohn C. Barentineは、幾何学文様期以前の紀元前1000年頃にエジプトから伝わったのではないかとしている。
星座としてのアルゴ船は、紀元前4世紀の古代ギリシアの天文学者クニドスのエウドクソスの著書『ファイノメナ (古希: Φαινόμενα)』の中の星座のリストに既にその名前が上がっていた。このエウドクソスの『ファイノメナ』は現存していないため、書中でアルゴ座についてどのように記述されていたか不明だが、エウドクソスの著述を元に詩作したとされる紀元前3世紀前半のマケドニアの詩人アラートスの詩篇『ファイノメナ (古希: Φαινόμενα)』では、もやがかかってアルゴ船の船首の辺りが見えないことがうたわれている。紀元前3世紀後半の天文学者エラトステネースの『カタステリスモイ (古希: Καταστερισμοί)』や1世紀初頭頃の著作家ガイウス・ユリウス・ヒュギーヌスの『天文詩 (羅: De Astronomica)』においても、アルゴ座は船首を欠く姿で星座となっているとされた。
アルゴ座を構成する星について、エラトステネースとヒュギーヌスはともに星の数を27個としていた。これに対して、2世紀頃にアレクサンドリアで活躍したクラウディオス・プトレマイオスが著した『ヘー・メガレー・スュンタクスィス・テース・アストロノミアース (古希: ἡ Μεγάλη Σύνταξις τῆς Ἀστρονομίας)』、いわゆる『アルマゲスト』では、アルゴ座には45個の星があるとされた。プトレマイオスが示した45個の星が現在のどの星に当たるのかについては、研究者の間で多少の相違は見られるものの、現代のとも座・らしんばん座の大部分、ほ座の東側を除く一部と、りゅうこつ座の南側を除く一部に相当する、という点で概ね一致している。

### 16-18世紀
大航海時代を迎え、それまで観測できなかった南天の星々についての情報が西洋にもたらされるようになると、それを天球儀や星図に反映させようとする気運が生まれた。大航海時代前半のポルトガル人たちの観測記録は不正確だったため、星図の作成には適していなかった。しかし、16世紀末にオランダが海外進出を始めるとその状況が一変した。1595年から1597年にかけて行われたオランダの第1次東インド遠征に帯同したオランダの航海士ペーテル・ケイセルとフレデリック・デ・ハウトマンは、南天を観測してその詳細な記録を残した。ケイセルは航海途中の1596年にバンテンで客死したが、彼が遺した観測記録はデ・ハウトマンによってオランダの地図製作者ペトルス・プランシウスの元に届けられた。プランシウスはデ・ハウトマンから受け取った観測記録を元に、オランダの地図製作者ヨドクス・ホンディウスと共同で、1598年に天球儀を製作した。このプランシウスとホンディウスの天球儀で、アルゴ座は『アルマゲスト』に記されたものから南東に拡張された。

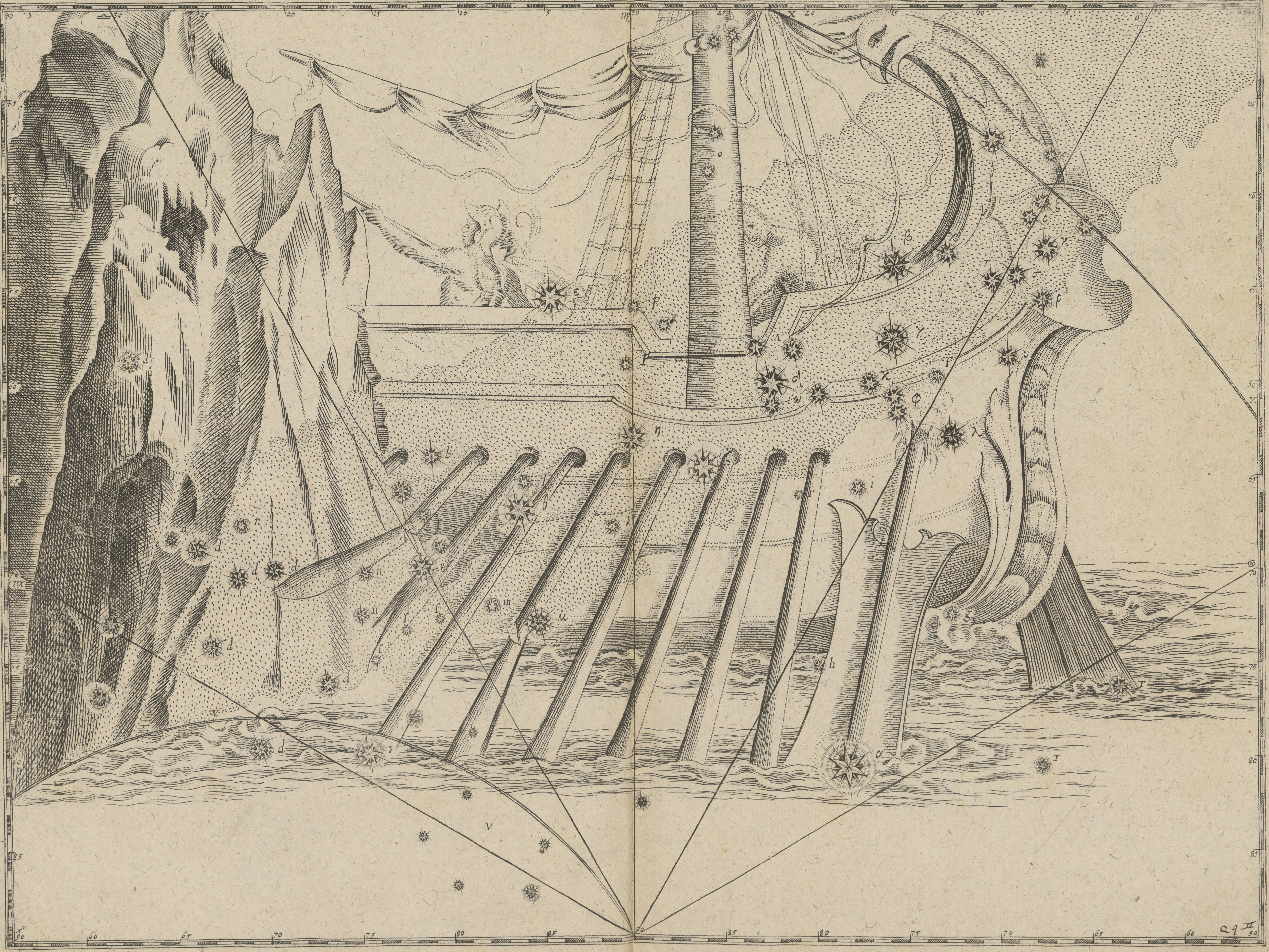
ヨハン・バイエル『ウラノメトリア』（1603年）に描かれたアルゴ座 (Navis)。船首部分（画像左側）を岩に破壊された姿で描かれている。

1603年、ドイツの法律家ヨハン・バイエルは、プランシウスとホンディウスの天球儀から星の位置をコピーして製作した星図『ウラノメトリア (Uranometria)』を出版した。バイエルは、この星座を Navisとし、その星々に対して、明るい星から順にギリシア文字の符号をαからωまで付し、さらにラテン文字の小文字でsまでの符号を付した。またバイエルは、船首部分を欠くとされてきたアルゴ船の表現として、アルゴ船の船首を砕いている巨大な岩の姿を描いた。
1602年にオランダの第2次東インド遠征から帰還したフレデリック・デ・ハウトマンは、1603年に刊行したオランダ語のマレー語辞典にこの第2次遠征での南天の観測記録を元に製作した南天の星表を付録として付けた。この星表でデ・ハウトマンは、アルゴ座の星として56個の星の位置と明るさを記載している。

#### ノアの方舟
16世紀から17世紀にかけて、しばしばアルゴ座は、旧約聖書創世記で語られるノアの伝承に登場する方舟と同一視された。16世紀ドイツの人文学者ペトルス・アピアヌスが1540年に出版した天文書『Astronomicum Caesareum』には、Navis（船）、Navis Ioanis（イアソンの船）、Argonavis（アルゴ船）などの名称とともに Arca Noë（ノアの方舟）という名称が記されている。また先述のプランシウスやホンディウスの天球儀では、オリーブの枝を咥えて船に向かって飛ぶハトの姿が描かれており、ノアの方舟とは明記こそされないものの大洪水が去った後のエピソードを想起させる意匠が凝らされていた。1602年にオランダの天文学者で地図製作者のウィレム・ブラウが製作した天球儀では、アルゴ座に「Argus, Arca Noë（アルゴ、ノアの方舟）」という星座名が付けられていた。バイエルの『ウラノメトリア』でも、複数ある星座名の1つとして「Archa Nohæ（ノアの方舟）」と紹介されている。またプランシウスも、1613年に製作した天球儀上で Arca Noehi（ノアの方舟）と改名し、3本マストの近代的な帆船を描いた。
1627年に出版されたドイツの法律家ユリウス・シラーの星図『Coelum Stellatum Christianum』では、ラテン語で「族長ノアの方舟」を意味する ARCAE PATRIARCHAE NOACHI という星座名が充てられた。この星図は、バイエルの『ウラノメトリア』を当時最新の観測記録を元にアップデートするとともに、全ての星座をキリスト教に由来した事物に置き換えようという壮大な目論見の下にシラーとバイエルが製作を進めていたものであったが、完成を前にして両名が相次いで他界したため、ドイツの天文学者ヤコブス・バルチウスが二人の後を引き継いで出版したものであった。
- ウィレム・ブラウ作の天球儀（1602年）に描かれたアルゴ船。Argus, Arca Noë の表記が見られる。
- ユリウス・シラー『Coelum Stellatum Christian』に描かれた Arcae Patriarchae Noachi（族長ノアの方舟）。

#### 「チャールズの樫」
17世紀イギリスの天文学者エドモンド・ハリーは、1676年のセントヘレナ島での南天の観測記録を元に1679年に刊行した天文書『Catalogus Stellarum Australium』の中で、現在のりゅうこつ座β星、η星、θ星、υ星、ほ座μ星など、バイエルのアルゴ座とケンタウルス座の間にあったどちらにも所属していない星とアルゴ座の南東部分にある星計12個を使って「Robur Carolinum（チャールズの樫）」という星座を設けた。これは、1651年のウスターの戦いでオリバー・クロムウェル率いる議会派の軍に敗れたイングランド・スコットランド皇太子チャールズが身を隠したイングリッシュオークをモチーフとしたものであった。ポーランドの天文学者ヨハネス・ヘヴェリウスが編纂し、彼の死後の1690年に出版された天文書『Prodromus Astronomiae』に収められた星図「Firmamentum Sobiescianum」の南天の部分は、ハリーの『Catalogus Stellarum Australium』を元に製作されており、ハリーの Robur Carolinum も採用されていた。ただしヘヴェリウスは、アルゴ船に踏みしだかれ折られた星座絵を描いている。
この政治的な色合いの濃い Robur Carolinum は天文学者たちから忌避され、19世紀の終わり頃までにはほぼ全ての星図から姿を消した。
- エドモンド・ハリーの南天星図（1678年）に描かれた星座 Argo と Robur Carolinum。
- ヨハネス・ヘヴェリウス『Prodromus Astronomiae』（1690年）に描かれたアルゴ座。ハリー考案の Robur Carolinum は、アルゴ船によってへし折られた姿で描かれている。

### 18世紀後半以降

#### ラカイユによる改変

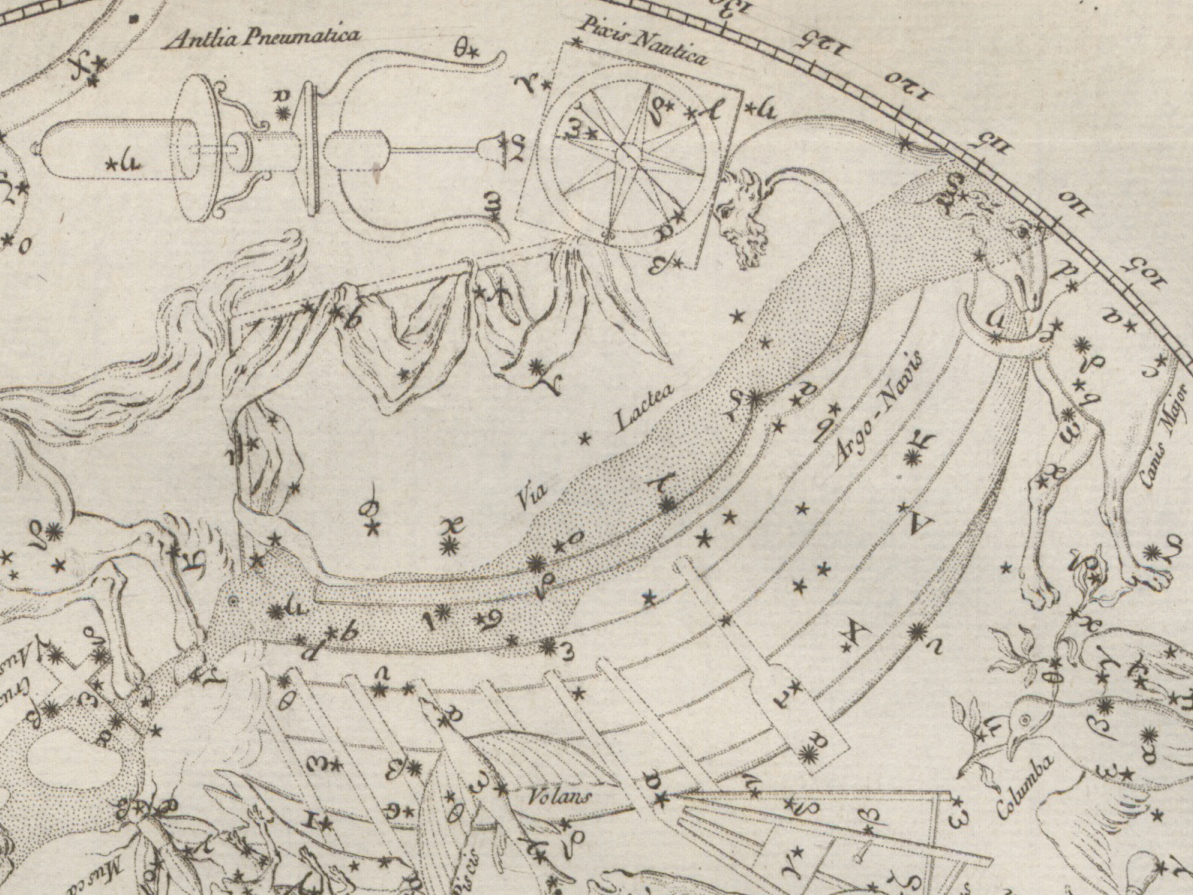
ニコラ＝ルイ・ド・ラカイユ『Coelum australe stelliferum』（1763年）に描かれた Argo Navis（アルゴ船）。

フランスの天文学者ニコラ・ルイ・ド・ラカイユは、1756年に出版されたフランス科学アカデミーの1752年版紀要に寄稿した星表と天球図で、アルゴ座に以下の改変を行った
1. ハリーの Robur Carolinum を廃して、これらの星をアルゴ座の一部分とすることで、アルゴ座を東方向に拡張した[3][5]。
2. バイエルが「マストの4星」とした部分をアルゴ座から切り離し、新たに航海用コンパスを擬した星座 la Boussole を設定した[30][注 2]。この星座は1763年の星表ではラテン語化した Pixis Nautica と改名され、のちのらしんばん座 (Pyxis) の元となった。
3. バイエルがアルゴ座に付したギリシア文字とラテン文字の符号を全て廃して、新たにギリシア文字の符号をαからωまで振り直した[31]。
4. アルゴ座に、Corps du Navire (船体) 、Pouppe du Navire (船尾) 、Voilure du Navire (帆) の3つの小区画を設けた。これらは、ラカイユの死後1763年に出版された星表 Coelum australe stelliferum では、それぞれラテン語で Argûs in carina 、Argûs in puppi、Argûs in velisとされた[31]。
5. Corps du Navire、Pouppe du Navire、Voilure du Navire の星のうちギリシア文字の符号が付されていないものに対しては、小区画ごとにラテン文字の小文字で a、b、c……z 、続いて大文字で A、B、C…… Z と符号を付けた[27][注 3]。

ラカイユは、星表に以下のような但し書きを残している。
星座「Navire（船）」は、肉眼でよく見える160個以上の星から構成されており、私はまずそれらを構成する最も明るい星々にギリシア文字を配した。そして、それらを「la Pouppe（船尾）」「le Corps（船体）」「la Voilure（帆）」の3つの部分に分けた。「船尾」は舵によって船体から切り離され、「帆」は船体外側の縁と水平マスト、あるいは帆を張るスパーとの間にあるもの全てをそう呼ぶこととした。これらの部分には、それぞれラテン語の大文字と小文字を入れた。—Nicolas Louis de Lacaille、Histoire de l'Académie royale des sciences. Année M. DCCXLVII. (1756)
星座の歴史に関する日本語の文献では「アルゴ座はラカイユによってとも座・ほ座・りゅうこつ座・らしんばん座の4つの星座に分割された」と紹介されることがある。しかしながらラカイユ自身が説明しているように、ラカイユはアルゴ座の一部を削ってらしんばん座を設け、残るアルゴ座の領域を3つの小区画に区分けしただけであり、アルゴ座を4つの星座に分割したという事実はない。実際、ラカイユの星図上では、航海用コンパスと船を別の星座として扱い、それぞれに星座名を明記している。これに対して「とも」・「りゅうこつ」・「ほ」に当たる星座名は一切書かれていない。

#### 「マスト」の追加
Pixis Nautica を設けるためにラカイユがアルゴ座から削り取った星々を、再びアルゴ座の一部分に戻すべきだと考えた者もいた。1843年、天王星の発見者ウィリアム・ハーシェルを父に持つ19世紀イギリスの天文学者ジョン・ハーシェルは、当時王室天文官として星表『The Catalogue of Stars of the British Association for the Advancement of Science』、いわゆる『BAC星表』を編纂中のフランシス・ベイリーに宛てた書簡で、南天の星座について以下の改訂を行うよう提案した。
1. ラカイユが採用した星座と星の配置は全て維持する。
2. ラカイユがプトレマイオス流に「未形成」とみなしたような位置が疑わしい星は、星座の境界と命名の規則性を保つために連続する星座の境界のどちらか一方に含まれるようにする。
3. ラカイユの残りの全ての星をラカイユが定めた境界線内に配置すること。ただし次の例外を除く。
  1. 登録されている星座の境界から離れすぎている星。
  2. プトレマイオスやフラムスティードによって他の星座に登録されている星、あるいは以前に観測された星と混同されている星。
  3. ラカイユによってインディアン座の槍の先端に配置された4つの星。これらはくじゃく座の一部とされている。
4. アルゴ座、ケンタウルス座、さいだん座、おおかみ座は、バイエルが導入した符号ではなくラカイユが選択した文字を優先して採用する。いくつかの例外を除き、ギリシア文字は5等星までしか残さない。ラテン文字は、アルゴ座の小区画を除いて現時点では使用しない。
5. ラカイユによって一部考えられていたように、アルゴ座を4つの小区画に分割する。ラカイユが考案した Carina（竜骨）・Puppis（船尾）・Vela（帆）を残し、プトレマイオスが船のマストの部分とした星が使われた Pixis Nautica（航海用コンパス）を Malus（マスト）に置き換える。
6. 元のアルゴ座は、その大きさと今回提案された小区画のために、文字に関して以下の方法で慎重に改訂される。
  1. 主要な星の現在の命名を維持するため、ラカイユによってギリシア文字で示されたアルゴ座の全ての星（すなわち、上記の小区画を含む）を、アルゴという総称の下に現在の文字のまま維持する。
  2. 残る全ての星は、Carina・Puppis・Vela・Malusなど星が位置する船の部分の名前と、ラカイユが採用したラテン文字によって5等星まで指定される。同じ小区画にあり且つ離れた位置にある星に同じ文字を使ってはならない。競合する場合はより明るい星を優先し、同じ等級の場合は先行する星を優先する。
7. ラカイユが2単語で命名した星座は、そのうちの1単語だけで表現するようにする。Apparatus Sculptoris・Mons Mensae・Caelum Scalptorium・Equuleus Pictorius・Piscis Volans・Antlia Pneumaticaは、それぞれ Sculptor・Mensa・Caelum・Pictor・Volans・Antlia とすることを提案する。これらはラカイユ自身によって一部使われていたことがある短縮形で、星の登録に非常に便利である。

ハーシェルからの提案を受けたベイリーは、『BAC星表』を編纂するにあたってこれらの提案をほぼ全面的に採用した。その結果、アルゴ座の明るい星々にラカイユが付けたギリシア文字の符号が全て採用され、「α Argûs」などのように表記された。また、ラカイユが設けた Pixis Nautica は Malus と改名されてアルゴ座の一部分として編入され、ラカイユが付けたギリシア文字の符号は全て剥がされた。この改変にあたって、ハーシェルもベイリーも Carina・Puppis・Vela・Malus に対して constellation ではなく subdivision という表現を用いており、4つの独立した星座を作るのではなく、アルゴ座の中に設けた4つの小区画と位置付けていた。
このハーシェルの提案による改変の全てが天文学者たちから受け入れられた訳ではなく、特にアルゴ座に関する変更は新たな混乱を生むだけであるとして不評であった。

#### 分割と消滅
1879年、当時コルドバ州に新設されたアルゼンチン国立天文台の所長の職にあったアメリカ生まれの天文学者ベンジャミン・グールドは、自身の観測記録を元に編纂した南天の星表『Uranometria Argentina』を刊行した。グールドはこの『Uranometria Argentina』を編纂するにあたり、大き過ぎるが故に不便なことの多いアルゴ座を3つの星座に分割して、名称も残さず完全に放棄することとした。この決断についてグールドは「ラカイユが、プトレマイオスの権威を尊重するあまりに、アルゴ座とケンタウルス座が占める広大な天空に新しい星座を導入しなかったのは非常に残念なことであった。」「由緒あるアルゴ座を完全に放棄することに遺憾の念を抱かずにいられないが、アルゴ座はその正当な子孫によって代理されるので消え去ることはない。事実上放棄しながら名前だけ残すのは、無駄に星座のリストを増やし命名法を複雑にしてしまうだけで、何の役にも立たない。」と述べている。このグールドによる改変により、まずハーシェルの Malus が廃され、アルゴ座から独立した星座 Pyxis が復活した。またPyxisには、ラカイユが付けたギリシア文字符号が振り直された。アルゴ座は、Carina・Puppis・Velaの3つの星座に分割され、ギリシア文字の符号はそのままに、星座名の部分だけが変更された。またラテン文字の符号は、変光星の命名法「アルゲランダー記法」と競合しないよう、いくつかの星で変更された。
こうしてアルゴ座は消滅することとなったが、アメリカのアマチュア博物学者リチャード・ヒンクリー・アレンが1899年に刊行した星座の解説書『Star Names, Their Lore and Meaning』では Argo Navis という1つの星座として項目が立てられており、「最近の天文学者は参照の便宜を図るために（アルゴ座を）区分けしており、それらは Carina（竜骨、恒星268個）、Puppis（船尾、恒星313個）、Vela（帆、恒星248個）の3つの領域として知られている。」と紹介されるなど、19世紀末の時点ではまだ「3つの小区画を持つ1つの巨大な星座」として扱われるケースも見られた。
1922年5月にローマで開催されたIAUの設立総会で現行の88星座が提案された際、ラカイユ以降に「アルゴ座」とされていた領域は、Carina（りゅうこつ座）、Puppis（とも座）、Vela（ほ座）の3つに分割されることが決定された。同時にこれら3つの星座の総称としてラテン語名の Argo (属格形は Argus) と略符の Arg が制定された。その後、IAUより全天88星座の境界線の策定を付託されたベルギーの天文学者ウジェーヌ・デルポルトの草案が1928年に正式に認められ、これが1930年に『Délimitation Scientifique des Constellations』と『Atlas Céleste』という2つの出版物としてケンブリッジ大学出版局から刊行されたことにより、現行の88星座の境界線が確定された。ここに至り、星座としてのアルゴ船はその歴史の幕を閉じられた。

### 中国
バイエルやラカイユがアルゴ座とした星のうち、北側の星は中国の星座に当たる「二十八宿」の星官に含まれていた。清朝乾隆帝治世の1752年に、ドイツ人宣教師イグナーツ・ケーグラー（戴進賢）らによって編纂された星表『欽定儀象考成』では、南方朱雀七宿の第一宿「井宿」の星官「老人」に1星、「狐矢」に5星、南方朱雀七宿の第二宿「鬼宿」の星官「天記」に1星、「天狗」に7星、「天社」に6星が配されていた。また、明朝末期の崇禎帝治世の1635年にイエズス会士アダム・シャール（湯若望）、徐光啓らが編纂した天文書 『崇禎暦書』では、それまで中国の天文では扱われなかった天の南極周辺の星が取り入れられた。これら南天の星々は、のちの『欽定儀象考成』でも「近南極星」として拡充されて引き継がれた。これまで星官に配されていなかったアルゴ座の南側の星も、『欽定儀象考成』では星官「海山」に3星、「海石」に5星、「南船」に5星が配されたとされる。

## アルゴ座の恒星一覧
ラカイユがアルゴ座の明るい恒星に振ったギリシア文字符号と、それが現在属する星座を以下に示す。概ね明るい星から順に符号が振られている。η星は、16世紀末に初めて観測されてから現在に至るまで、その明るさを大きく変化させている。ラカイユが1752年に観測した当時は2.3等前後であったが、1830年代から1850年代にかけて起きた "Great Eraption" と呼ばれる大増光で、一時はカノープスを凌ぐほどの明るさとなった。その後1870年代には肉眼では見えなくなるほど暗くなったが、2018年には4.2等前後まで明るくなっている。ο星は、現在ほ座ととも座にあるが、とも座のο星はラカイユがラテン文字の小文字「o」で示した星が後世に誤ってギリシア文字の「ο」とされたものと考えられている。
| 符号 | IAUが認証した固有名 | IAUが認証した固有名 | 見かけの等級 | 現在の星座   | 現在の星座 | 現在の星座 |
| 符号 | 日本語読み          | 固有名              | 見かけの等級 | りゅうこつ座 | ほ座       | とも座     |
| ---- | ------------------- | ------------------- | ------------ | ------------ | ---------- | ---------- |
| α    | カノープス          | Canopus             | -0.74        | ○            |            |            |
| β    | ミアプラキドゥス    | Miaplacidus         | 1.69         | ○            |            |            |
| γ    | ー                  | ー                  | 1.83         |              | ○          |            |
| δ    | アルセフィナ        | Alsephina           | 1.95         |              | ○          |            |
| ε    | アヴィオール        | Avior               | 1.86         | ○            |            |            |
| ζ    | ナオス              | Naos                | 2.25         |              |            | ○          |
| η    | ー                  | ー                  | 6.48         | ○            |            |            |
| θ    | ー                  | ー                  | 2.76         | ○            |            |            |
| ι    | アスピディスケ      | Aspidiske           | 2.26         | ○            |            |            |
| κ    | マルケブ            | Markeb              | 2.473        |              | ○          |            |
| λ    | スハイル            | Suhail              | 2.21         |              | ○          |            |
| μ    | ー                  | ー                  | 2.69         |              | ○          |            |
| ν    | ー                  | ー                  | 3.17         |              |            | ○          |
| ξ    | アズミディ          | Asmidi              | 3.30         |              |            | ○          |
| ο    | ー                  | ー                  | 3.63         |              | ○          |            |
| π    | ー                  | ー                  | 2.70         |              |            | ○          |
| ρ    | トゥレイス          | Tureis              | 2.81         |              |            | ○          |
| σ    | ー                  | ー                  | 3.25         |              |            | ○          |
| τ    | ー                  | ー                  | 2.93         |              |            | ○          |
| υ    | ー                  | ー                  | 2.99         | ○            |            |            |
| φ    | ー                  | ー                  | 3.45         |              | ○          |            |
| χ    | ー                  | ー                  | 3.431        | ○            |            |            |
| ψ    | ー                  | ー                  | 3.60         |              | ○          |            |
| ω    | ー                  | ー                  | 3.33         | ○            |            |            |

## 神話
金羊毛を巡るアルゴ船とアルゴナウタイの物語は、古代ギリシア・ローマの多くの著者に愛された主題であった。
アルゴ座が船首部分を欠いた姿をしていることについての説明は著作家ごとに異なる。紀元前3世紀前半のアラートスの詩篇『ファイノメナ』では、以下のように船首部分は靄にかかって見えないとうたわれている。
大犬の尾に接するようにアルゴー船はその艫から

曳かれてくる。もちろん、これは本来の航行の姿ではない。

後ろ向きに進んでいる。ちょうど、停泊地に入っていくために。

すでに船乗りたちが船尾の向きをそちらへ合わせ終えた。

地上の船のように。それですばやく全員で船を逆漕させると、

船は艫の方から陸地へしっかと結わえられる。

まさしくこのように、イアソンのアルゴー船は艫から曳かれてくるのだ。

舳先から帆柱そのものまでは、靄のかかったようで

星もないまま進むが、ほかはすべて輝いている。

その舵もぶらりと下がったまま、前へ行く犬の

後足のすぐ下のあたりに据えつけられている。—アラートス、伊藤照夫 訳、「アルゴ座」、『Φαινόμενα（星辰譜）』
1世紀初頭の古代ローマの軍人ゲルマニクスは、アラートスの『ファイノメナ』をラテン語訳した際に「岩と衝突して壊れた」と書き換えた。この岩は、古代ギリシア・ローマの伝承で語られたシュムプレーガデスの岩のことと考えられるが、シュムプレーガデスの岩に砕かれたのは船首ではなく船尾のごく一部だけであるため、船首部分を欠くアルゴ座に対する説明としては適切でないとされる。エラトステネースの『カタステリスモイ』では「船の舵から櫂、マストまで見えるのは、この部分を船乗りが見ることでより熱心に働くようになるから」とし、ヒュギーヌスの『天文詩』では「船の半分だけが見えることにより、船乗りが難破をしても大きな恐れを抱かないようにするため」としている。
18世紀イギリスの百科事典編纂者のイーフレイム・チェンバーズは、百科事典『サイクロペディア、または諸芸諸学の百科事典 (英: Cyclopædia: or, An Universal Dictionary of Arts and Sciences)』の中で、「イアーソーンは冒険を終えたのちにコリントス地峡へ赴き、アルゴ船をネプチューンに奉献した。程なくして、ネプチューンは船を天へと移した。」とする話を伝えている。また、20世紀イギリスの詩人ロバート・グレーヴスは著書『ギリシア神話 (The Greek myths)』で「老いたイアーソーンがコリントの地に戻り、朽ち果てたアルゴ船の下に腰掛けて過去の出来事に思いを巡らせていると、ちょうどそのとき舳先の梁が腐り落ちてきて、イアーソーンはその下敷きとなって命を落とした。彼の死を悼んだポセイドーンは、船の残った部分を星々の間に置いた。」としている。

## 呼称と方言
1922年に星座として廃止される際に、主格 Argo、属格 Argus、略称 Arg が正式に定められた。それまでは、Argo Navis、Navis、Navis Ioanis（イアーソーンの船）など様々な名称で呼ばれていた。
日本では、1879年（明治12年）にノーマン・ロッキャーの著書『Elements of Astronomy』を訳した『洛氏天文学』が刊行された際に、ラテン語の「アルゴナヴィス」、英語の「シップアルゴ」という読みが紹介されていた。明治末期には「アルゴ」という訳語が充てられていた。これは、1910年（明治43年）2月に刊行された日本天文学会の会誌『天文月報』の第2巻11号に掲載された、星座の訳名が改訂されたことを伝える「星座名」という記事で確認できる。『理科年表』が創刊された1925年（大正14年）には、既にアルゴ座が分割・廃止されていたため、初版から「【アルゴ】」と括弧書きで紹介された。1952年（昭和27年）7月に日本天文学会が「星座名はひらがなまたはカタカナで表記する」とした際の星座名一覧にも、「Argo アルゴ」 として星座名が掲載された。1974年（昭和49年）1月に刊行された『学術用語集（天文学編）』でも番外として和名の「アルゴ座」が記載されていたが、1994年（平成6年）に刊行された『学術用語集・天文学編（増訂版）』では「アルゴ座」は残されなかった。
天文同好会の山本一清らは異なる訳語を充てていた。天文同好会の編集により1928年（昭和3年）4月に刊行された『天文年鑑』第1号では星座名 Argo に対して「アルゴ船」の訳語を充てていた。さらに1931年（昭和6年）に刊行された第4号からは星座名 Argo Navis に対して「アルゴ船」の訳を充て、以降の号でもこの星座名と訳名を継続して用いていた。